# Federação de Atletismo do Estado do Rio Grande do Sul
A Federação de Atletismo do Estado do Rio Grande do Sul (FAERGS) é a entidade máxima do atletismo no estado do Rio Grande do Sul.

## História
No dia 2 de fevereiro de 1925, foi fundada a Liga Atlética Porto-Alegrense (LAPA), a primeira entidade de atletismo do Rio Grande do Sul, a qual também se encarregava de outros esportes praticados em Porto Alegre. Entre seus fundadores, estão: Grêmio Foot-Ball Porto-Alegrense, Clube de Regatas Almirante Barroso, Club de Regatas Porto Alegre, Club de Regatas Guahyba, Turnerbund, Associação Cristã Feminina . Em 1927, a LAPA originou a Liga Atlética Rio-Grandense (LARG), passando a estender seus domínios a todo o Estado.
Com o Decreto Lei nº 3199 de 1941, promulgado por Getúlio Vargas, que organizava e regulamentava o esporte no Brasil, a LARG passou a ser denominada Federação Atlética Rio-Grandense (FARG). Esta entidade controlava diversos esportes praticados no Rio Grande do Sul. Entretanto, na década de 50, as principais modalidades esportivas administradas pela FARG passaram a criar suas próprias entidades.
A FARG manteve o controle do atletismo gaúcho até o ano de 2003, quando foi substituída pela atual Federação de Atletismo do Estado do Rio Grande do Sul (FAERGS).

## Filiados
- Sociedade de Ginástica Porto Alegre (Porto Alegre)
- Sport Club Ulbra (Canoas)
- Universidade de Caxias do Sul (Caxias do Sul)
- Universidade de Santa Cruz do Sul (Santa Cruz do Sul)
- Colégio Mauá (Santa Cruz do Sul)
- Colégio Sinodal (São Leopoldo)
- Prefeitura Municipal de Ivoti / Instituto de Educação Ivoti (Ivoti)
- Instuição Evangélica Novo Hamburgo (Novo Hamburgo)
- Colégio Teutônia (Teutônia)
- Esporte e Cidadania (Cruz Alta)

## Recordes gaúchos
A relação abaixo contém os recordes estabelecidos no atletismo gaúcho ao longo dos tempos.

### Masculino
| Prova                 | Marca       | Atleta | Equipe | Ano  |
| --------------------- | ----------- | --- | ------ | ---- |
| 100m                  | 10.22       | Robson Caetano da Silva                                                                                               | SOGIPA | 1987 |
| 200m                  | 20.20       | Robson Caetano da Silva                                                                                               | SOGIPA | 1987 |
| 400m                  | 44.95       | Anderson Freitas Henriques                                                                                            | SOGIPA | 2005 |
| 800m                  | 1:44.60     | Fabiano Peçanha | UNISC  | 2007 |
| 1.500m                | 3:38.45     | Fabiano Peçanha | UNISC  | 2004 |
| 5.000m                | 14:00.9     | Volmir Herbstrith | ADIPA  | 1990 |
| 10.000m               | 29:01.5     | Volmir Herbstrith | ADIPA  | 1992 |
| Maratona              | 2h13.25     | Volmir Herbstrith | ADIPA  | 1993 |
| 20 km marcha          | 1h29:32     | Antônio Carlos Kohler                                                                                                 | SOGIPA | 1986 |
| 50 km marcha          | 4h11:42     | Antônio Carlos Kohler                                                                                                 | SOGIPA | 1992 |
| 110m com barreiras    | 14.56       | Fernando Gonzales | AACETE | 1995 |
| 400m com barreiras    | 50.87       | Maurício da Silva Teixeira                                                                                            | ULBRA  | 2003 |
| 3.000m com obstáculos | 8:36.97     | Adelar José Schüller                                                                                                  | ULBRA  | 2000 |
| Salto em altura       | 2m27cm      | Fabrício de Azevedo Romero                                                                                            | SOGIPA | 2003 |
| Salto em distância    | 7m97cm      | Marcos Antônio da Costa                                                                                               | ULBRA  | 1999 |
| Salto triplo          | 17m20cm     | Jorge Luís Teixeira da Silva                                                                                          | SOGIPA | 1992 |
| Salto com vara        | 5m01cm      | Derik Rolim Koubik | SOGIPA | 2005 |
| Arremesso de peso     | 16m78cm     | Edson Miguel | ULBRA  | 2004 |
| Lançamento de disco   | 47m87cm     | Edson Miguel | ULBRA  | 2004 |
| Lançamento de dardo   | 63m99cm     | Gerimar Fernandes Souza                                                                                               | SOGIPA | 2004 |
| Lançamento de martelo | 65m50cm     | Celso Joaquim Moraes                                                                                                  | SOGIPA | 1978 |
| Decatlo               | 7252 pontos | Rafael Cardoso Pinto                                                                                                  | ULBRA  | 2005 |
| 4x100m                | 40.05       | Roberto Luiz Apolinário de Jesus, Jorge Célio, Reginaldo Santos da Fonseca e Delton Leury Tavares Copelli de Mendonça | ULBRA  | 2006 |
| 4x400m                | 3:07.28     | João Carlos dos Santos, Wellington M. R. de Jesus Santos, Thiago Chyriamont e Jorge Borges                            | ULBRA  | 2005 |

### Feminino
| Prova                 | Marca       | Atleta                                                                             | Equipe | Ano  |
| --------------------- | ----------- | ---------------------------------------------------------------------------------- | ------ | ---- |
| 100m                  | 11.49       | Raquel da Costa                                                                    | ULBRA  | 2005 |
| 200m                  | 23.44       | Raquel da Costa                                                                    | ULBRA  | 2005 |
| 400m                  | 51.09       | Magnólia Figueiredo                                                                | SOGIPA | 1986 |
| 800m                  | 2:00.98     | Cristina Ritz dos Santos                                                           | ULBRA  | 2003 |
| 1.500m                | 4:15.73     | Sabine Letícia Heitling                                                            | UNISC  | 2008 |
| 5.000m                | 16:54.03    | Patrícia Fernanda Lobo                                                             | UCS    | 2005 |
| 10.000m               | 35:42.45    | Rosa J. Barbosa                                                                    | UCS    | 2006 |
| Maratona              | 2h44.01     | Geny Lurdes Camilotti Mascarello                                                   | SOGIPA | 1993 |
| 20 km marcha          | 1h54:00     | Itiara Becker                                                                      | UNISC  | 2006 |
| 110m com barreiras    | 14.6        | Ana Maria Marcon                                                                   | SOGIPA | 1980 |
| 400m com barreiras    | 1:01.4      | Mariniliza Conceição                                                               | SOGIPA | 1981 |
| 3.000m com obstáculos | 9:51.13     | Sabine Letícia Heitling                                                            | UNISC  | 2007 |
| Salto em altura       | 1m89cm      | Ana Maria Marcon                                                                   | SOGIPA | 1984 |
| Salto em distância    | 6m37cm      | Gisele Lima de Oliveira                                                            | SOGIPA | 2008 |
| Salto triplo          | 14m28cm     | Gisele Lima de Oliveira                                                            | SOGIPA | 2008 |
| Salto com vara        | 4m          | Rosangela da Silva                                                                 | SOGIPA | 2006 |
| Arremesso de peso     | 15m80cm     | Keely Christinne Menezes                                                           | ULBRA  | 2007 |
| Lançamento de disco   | 48m13cm     | Fernanda Borges                                                                    | UNISC  | 2008 |
| Lançamento de dardo   | 46m43cm     | Jéssica Centenaro Sausen                                                           | SOGIPA | 2008 |
| Lançamento de martelo | 54m61cm     | Anna Paula M. Pereira                                                              | ULBRA  | 2007 |
| Heptatlo              | 5373 pontos | Karine Rambo Farias                                                                | SOGIPA | 2008 |
| 4x100m                | 45.0        | Geisa Coutinho, Evelin dos Santos, Adriana dos Santos e Raquel da Costa            | ULBRA  | 2005 |
| 4x400m                | 3:37.39     | Emmily da Silva Pinheiro, Geisa Coutinho, Cristiane Ritz dos Santos e Camila Souza | ULBRA  | 2007 |